# Calceolaria hypericina
Calceolaria hypericina är en toffelblomsväxtart som beskrevs av Eduard Friedrich Poeppig och George Bentham. Calceolaria hypericina ingår i släktet toffelblommor, och familjen toffelblomsväxter. Inga underarter finns listade i Catalogue of Life.

## Bildgalleri

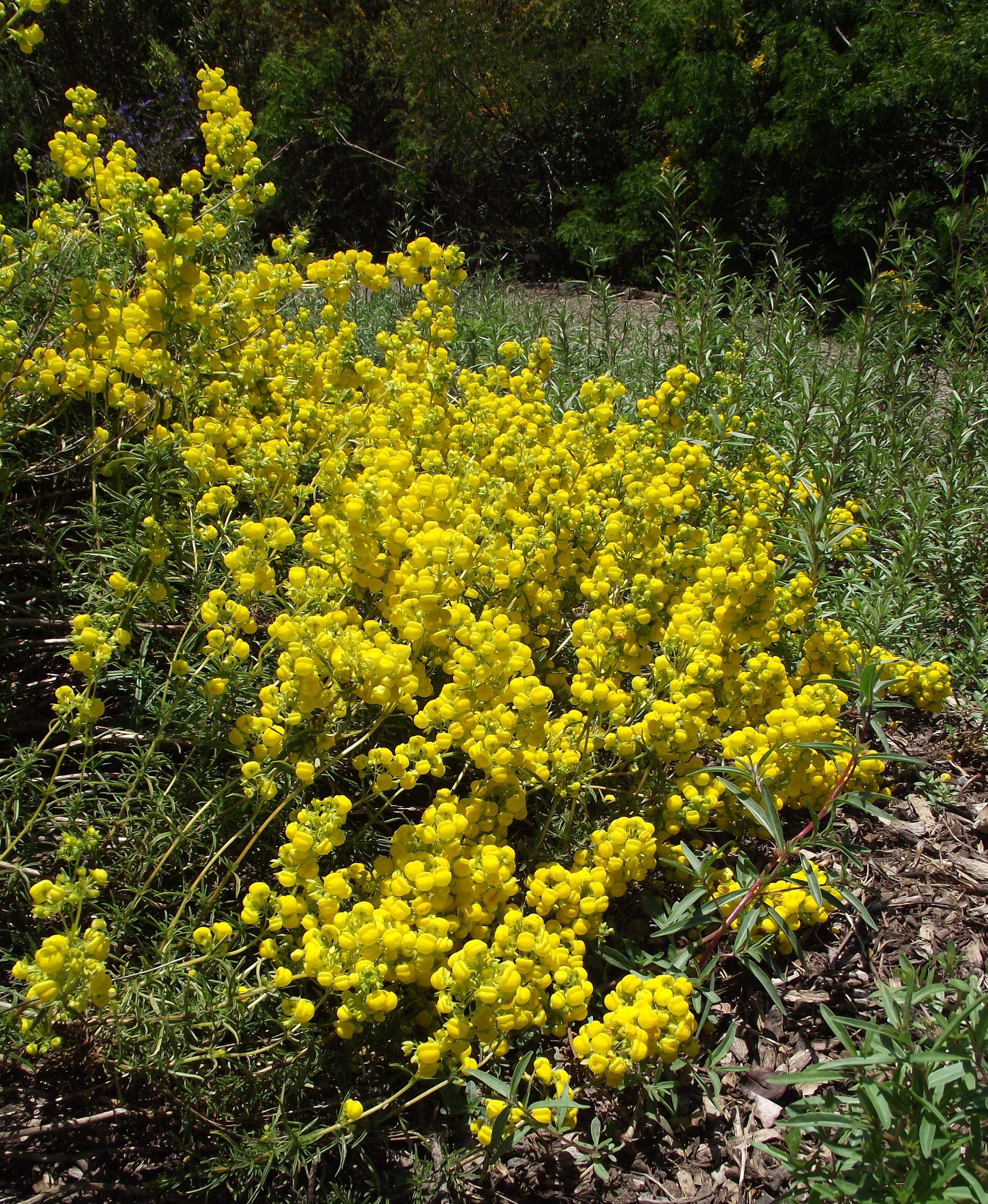